# Feodor Starčević
Feodor Starčević   (30 de juny de 1942) és un diplomàtic serbi i funcionari de les Nacions Unides.

## Biografia
Starčević va néixer a la ciutat croata Split. A partir de finals de la dècada de 1960, Starčević va treballar com a diplomàtic per a Iugoslàvia, incloent-hi un temps en l'ambaixada iugoslava al Regne Unit i en les Nacions Unides a Nova York. De 1992 a 1995, Starčević va ser Representant Principal de les Nacions Unides a Tbilisi (Geòrgia) i de 1995 a 2004 va ser director del Centre d'Informació de les Nacions Unides per a l'Índia i Bhutan a Nova Delhi.
Al maig de 2009, Starčević es va convertir en Representant Permanent de Sèrbia davant les Nacions Unides a Nova York.
Es va graduar en la Facultat de Dret de la Universitat de Belgrad, havent assistit també a l'Escola de Periodisme del diari Vjesnik de Zagreb. Starčević parla anglès i francès.